# Peter Blauner
Peter Blauner (1959) è uno scrittore statunitense di romanzi thriller, vincitore del Premio Edgar per il miglior romanzo d'esordio nel 1992 con Il nero dell'arcobaleno (Slow Motion Riot).

## Opere

### Romanzi
- Il nero dell'arcobaleno (Slow Motion Riot) (1991) - edizione italiana: Mondadori, 1998. ISBN 88-04-44935-7
- Casino Moon (1994)
- L'intruso (The Intruder) (1996) - Mondadori, 1997. ISBN 88-04-42245-9
- L'uomo del giorno (Man of the Hour) (1999) - Tropea, 2000. ISBN 88-438-0209-7
- L'ultimo giorno di quiete (The Last Good Day) (2003) - Tropea, 2005. ISBN 88-438-0458-8
- Stella cadente (Slipping Into Darkness) (2006) - Rizzoli, 2006. ISBN 88-17-01359-5

### Racconti
- Going, Going, Gone (2007)
- The Consultant (2007) in Wall Street Noir - Alet Edizioni, 2009. ISBN 978-88-7520-144-9